# 熊月之
熊月之（1949年12月—），江苏淮阴人，文史学者，上海社会科学院副院长。研究领域包括中国近代史、社会史、城市史等。

## 生平
熊月之出生于江苏淮阴，中学毕业后曾在上海当兵。1977年恢复高考后，他考入江苏师范学院。1981年毕业于华东师范大学历史系，获硕士学位。此后长期任职于上海社会科学院，曾任历史研究所研究员、所长、所学术委员会主任，副院长等职。此外，他还担任过中国城市史研究会会长、上海市文史研究馆馆员、中国史学会副会长、上海市史学会会长、上海江南书院院长、上海市政协委员等。

## 争议
上海社会科学院历史研究所副研究员程念祺等曾举报熊月之有包庇学生抄袭等学术不端行为。中国科学院自然科学史研究所研究员王扬宗则指出熊月之著作中有引用他人研究成果而不注明等不符合学术规范的行为。